# Aponogeton vanbruggenii
Aponogeton vanbruggenii är en enhjärtbladig växtart som beskrevs av Carl Barre Hellquist och Surrey Wilfrid Laurance Jacobs. Aponogeton vanbruggenii ingår i släktet Aponogeton och familjen Aponogetonaceae. Inga underarter finns listade.